# 前进街道 (杭州市)
前进街道，中华人民共和国浙江省杭州市钱塘区下辖的一个街道，位于钱塘区东北部，西临江东新城，北邻钱塘江，东邻临江街道，南邻新湾街道。辖区总面积40平方公里。前进街道原属萧山区管辖，2021年4月，其被划入新设的钱塘区。

## 辖区
前进街道辖有：
- 社区(1)：杭州经济技术开发区江东区块社区；
- 行政村(3)：前峰村、三丰村、临江村。